# Priest of Love

Priest of Love est un film britannique réalisé par Christopher Miles et sorti en 1981.
Sorti initialement en 1981, il a fait l'objet d'une deuxième sortie raccourcie en 1985, à l'occasion du centenaire de la naissance de D. H. Lawrence.

## Synopsis

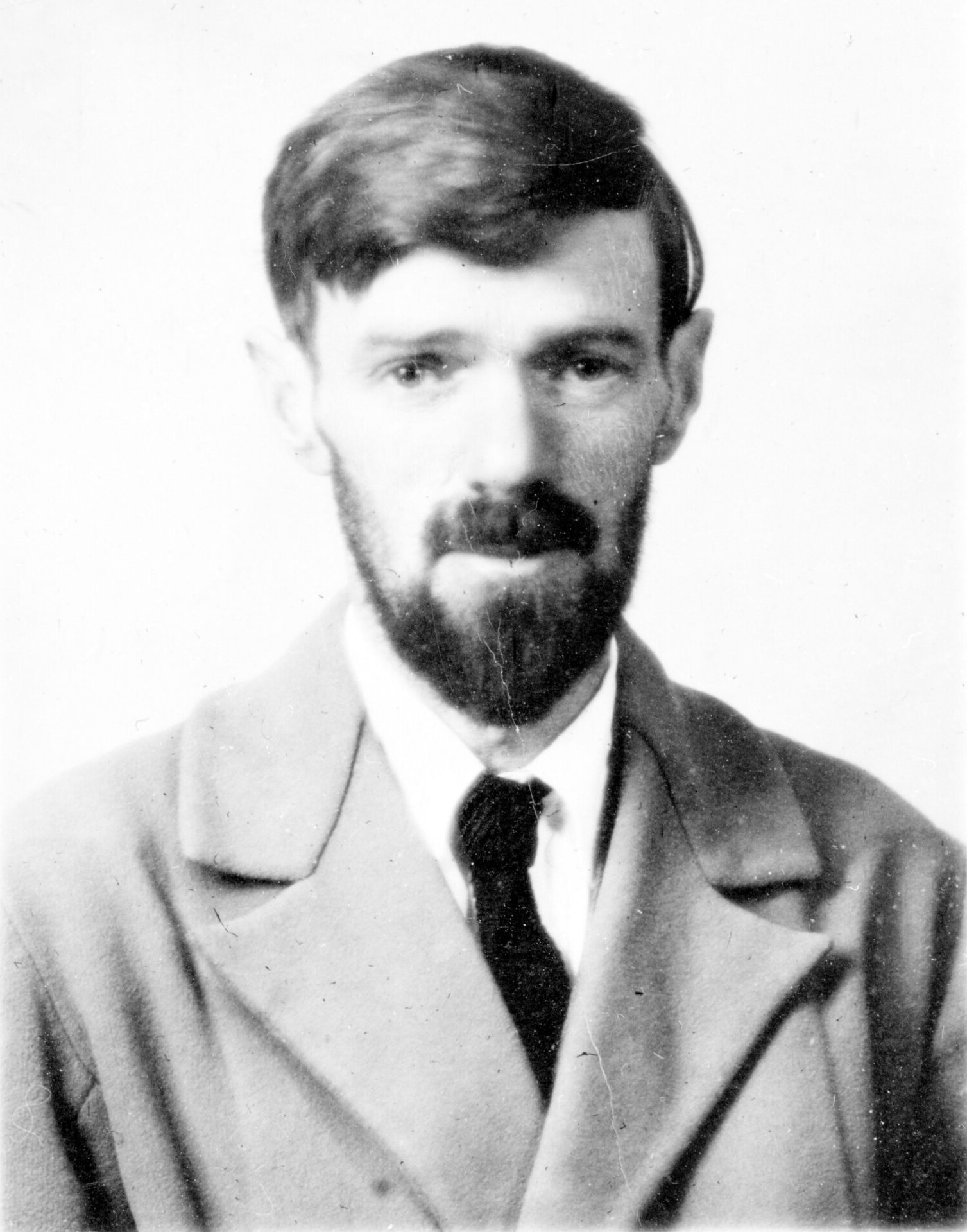
Photographie du passeport de D. H. Lawrence

Il s'agit d'un film biographique à propos de l'écrivain britannique D. H. Lawrence et sa femme Frieda (née Von Richthofen).

## Fiche technique
- Réalisation : Christopher Miles
- Scénario : Alan Plater d'après une biographie de Harry T. Moore
- Production :  Christopher Miles, Andrew Donally
- Musique : Francis James Brown
- Lieu de tournage : Santa Fe, Nouveau-Mexique
- Date de sortie : 11 octobre 1981
- Durée : 98 minutes (ou 125 minutes suivant les versions)

## Distribution

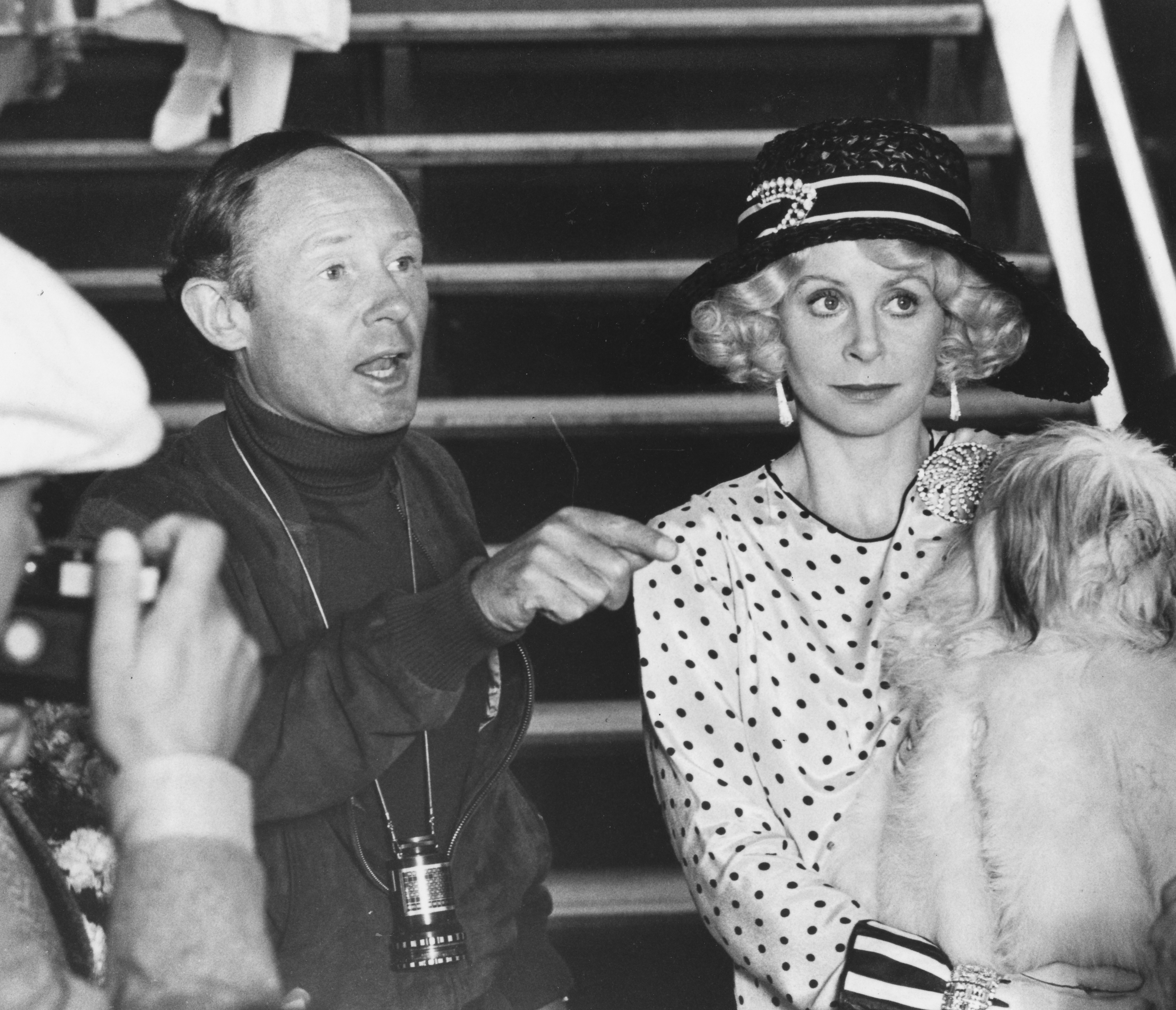
Christopher Miles dirige sa sœur Sarah Miles en 1980

- Ian McKellen
- Janet Suzman
- Ava Gardner
- Penelope Keith
- Jorge Rivero
- John Gielgud
- Maurizio Merli
- James Faulkner
- Massimo Ranieri
- Graham Faulkner
- Sarah Miles
- Wolf Kahler